# Gianluca Ginoble
Gianluca Ginoble (Roseto degli Abruzzi, 11 de fevereiro de 1995) é um cantor italiano, barítono, integrante do grupo musical de crossover clássico Il Volo.

## Biografía
Gianluca nasceu em Roseto degli Abruzzi em Abruzos região central da Italia em 11 de fevereiro de 1995, é o filho mais velho de Ercole Ginoble e Eleonora de Di Vittorio. Tem um irmão chamado Ernesto Ginoble. Sua família vive em um pequeno local chamado Montepagano.

## Trajetória musical
Começou a cantar com 3 anos com seu avô Ernesto, cantou 'O Sole Mio na praça de sua cidade, deixando os vizinhos impressionados. Seu avô tem um bar chamado Bar Centrale. Desde pequeno Gianluca participou de diversas competições e festivais de música.
Em 2 de Maio de 2009 com apenas 14 anos, Gianluca ganhou o primeiro lugar da segunda edição do talent show do canal Rai 1 "Ti lascio una canzone", cantando Il Mare Calmo della Sera de Andrea Bocelli, neste programa ele estava competindo com Piero Barone e Ignazio Boschetto , que junto com Gianluca são os atuais integrantes do trio Italiano Il Volo; os três eram considerados as melhores vozes do talent show, por isso os chamaram para cantar juntos 'O Sole Mio uma famosa música napolitana que deu início a carreira do trio.

### Il Volo
Il Volo (O Voo - em português) é um trio que foi formado após a participação dos integrantes no talent show de Rai 1 Ti lascio una canzone, em 2009. Ao decorrer do programa eles foram chamados para cantar uma música juntos: 'O sole mio, que acabou agradando muito o público.
Após a apresentação eles resolveram se juntar e cantar como um trio, que passou a se chamar Il Volo.

## Discografia
- Il Volo (2010)
- Christmas Favorites (2011)
- We Are Love (2012)
- Más Que Amor (2013)
- Buon Natale (2013)
- Sanremo Grande Amore  (2015)
- L'Amore Si Muove/Grande Amore/Grande Amore International (2015) [4]